# Distretto di Kőszeg
Il distretto di Kőszeg (in ungherese Kőszegi járás) è un distretto dell'Ungheria, situato nella provincia di Vas.